# Alfred Kipketer
Alfred Kipketer (Kenia, 28 de diciembre de 1996) es un atleta keniano especializado en la prueba de 800 m, en la que consiguió ser campeón mundial juvenil en 2013.

## Carrera deportiva
En el Campeonato Mundial Juvenil de Atletismo de 2013 ganó la medalla de oro en los 800 metros, corriéndolos en un tiempo de 1:48.01 segundos que fue su mejor marca personal, por delante del ruso Konstantin Tolokonnikov que con 1:48.29 segundos también batió su marca personal, y el británico Kyle Langford.